# 哈爾科夫冶金工人1925足球俱樂部
哈爾科夫冶金工人1925足球俱樂部（烏克蘭語：Футбольный Клуб Металіст 1925 Харків），是一家位於烏克蘭東北部哈爾科夫的職業足球隊，米達列斯1925現時參加烏克蘭超級聯賽，2020－21年賽季以甲組聯賽季軍升級。
從法律上講，哈爾科夫米達列斯1925並不算米達列斯（FC Metalist Kharkiv）的合法繼承者，原因是米達列斯最後一位持有者 Serhiy Kurchenko 停止為俱樂部提供資金並拒絕出售給其他潛在投資者。

## 榮譽
烏克蘭業餘足球錦標賽
- 亞軍 (1): 2016–17

## 外部連結
- 官方网站 （乌克兰語）
- “Ми більше не хочемо президента-олігарха“. Сергій Стороженко про Металіст 1925 （页面存档备份，存于）. UA-Football (www.ua-football.com). 29 May 2017